# Цисе (Мінський повіт)
Цисе (пол. Cisie) — село в Польщі, у гміні Галінув Мінського повіту Мазовецького воєводства.
Населення — 758 осіб (2011).
У 1975-1998 роках село належало до Варшавського воєводства.

## Демографія
Демографічна структура станом на 31 березня 2011 року:
|          | Загалом | Допрацездатний вік | Працездатний вік | Постпрацездатний вік |
| -------- | ------- | ------------------ | ---------------- | -------------------- |
| Чоловіки | 359     | 114                | 221              | 24                   |
| Жінки    | 399     | 117                | 229              | 53                   |
| Разом    | 758     | 231                | 450              | 77                   |